# Las dos jornadas
Las dos jornadas, o El aguador (título original en francés, Les deux journées, ou Le porteur d'eau) es una ópera en tres actos con música de Luigi Cherubini y libreto en francés de Jean-Nicolas Bouilly. Se estrenó en el Théâtre Feydeau de París el 16 de enero de 1800.	

## Historia
Adopta la forma de una opéra comique, lo que no significa que el tema sea humorístico, sino que la pieza es una mezcla de diálogo hablado y números musicales. Bouilly afirma que cogió la historia de un incidente en la vida real durante la Revolución francesa pero, por miedo a la censura, trasladó la acción al pasado a 1647 y la época del cardenal Mazarino. La ópera fue representada por vez primera en el Théâtre Feydeau en París el 16 de enero de 1800.
Las dos jornadas a veces está considerada como la ópera con más éxito de Cherubini, aunque las reposiciones han sido raras en los pasados cien años. Esta ópera rara vez se representa en la actualidad; en las estadísticas de Operabase no aparece entre las óperas representadas en el período 2005-2010.

## Grabaciones
- Les deux journées (Christoph Spering, coro Musicus Köln, Das Neue Orchester, Opus 111, 2002).
- Les deux journées (Sir Thomas Beecham, Coro BBC Theatre, Real Orquesta Filarmónica, grabada en 1947, varios relanzamientos).